# Cristianismo en Siria
Los cristianos en Siria representan el 16,2 % de la población. La confesión cristiana más grande del país es la Iglesia Ortodoxa de Antioquía (conocida como el Patriarcado Ortodoxo de Antioquía y Todo el Oriente), seguida de cerca por la Iglesia católica melquita, varias Iglesias católicas orientales, que tiene una raíz común con la Iglesia Ortodoxa de Antioquía, y, a continuación, por algunas Iglesias ortodoxas como la Iglesia ortodoxa siriaca y la Iglesia apostólica armenia. También hay una minoría de protestantes y miembros de la Iglesia asiria de oriente y la Iglesia católica caldea. La ciudad de Alepo se cree que tiene el mayor número de Cristianos en Siria.
En los tiempos tardíos del imperio Otomano, la mayoría de los sirios cristianos emigraron, sobre todo después de la sangrienta cadena de eventos dirigidos a los cristianos, en particular en 1840 1845, en la Guerra civil del Líbano de 1860 y el genocidio asirio, según el historiador Philip Hitti, aproximadamente 900 000 Sirios llegaron a los Estados Unidos entre 1899 y 1919 (más de 90 % de ellos eran cristianos).
1 2
- Las dos principales ramas son:
  - Iglesia ortodoxa de Antioquía, iglesia ortodoxa en comunión con el Patriarca de Constantinopla, líder Patriarca de Antioquía y todo el Oriente actual: Juan X Yazigi.
  - Iglesia greco-melquita católica, iglesia católica en comunión con el Papa de Roma, líder Patriarcado de Antioquía de los melquitas actual: José I Absi.

## Origen
Las comunidades cristianas de Siria, representan el 15,2 % de la población, comprenden dos grandes tradiciones. Por un lado, la católica y la protestante y un pequeño número de sirios que son miembros de confesiones occidentales. La gran mayoría, por otro lado, pertenecen al Cristiandad oriental, que han existido en Siria desde los primeros días del Cristianismo. Los principales grupos Orientales son:
- Las Iglesias Ortodoxas Orientales autónomas;
- Iglesias Católicas Orientales, que están en comunión con Roma;
- y la independiente de Iglesia asiria del Oriente (es decir, los «nestorianos»). Los seguidores de la Iglesia asiria de Oriente son casi todos los hablantes del Arameo Oriental de origen étnico Asirio/Siríaco, cuyos orígenes se encuentran en Mesopotamia, como son algunos de los ortodoxos orientales y católicos.

Los cismas trajeron consigo muchas sectas como resultado de la política y los desacuerdos doctrinales. La doctrina más comúnmente en cuestión fue la naturaleza de Cristo. En el año 431, los Nestorianos fueron separados del cuerpo principal de la Iglesia a causa de su creencia en el carácter dual de Cristo, es decir, que tenía dos distintas pero inseparables 'qnomas' (ܩܢܘܡܐ, cercano en el significado, pero no exactamente el mismo, hipóstasis), el Jesús humano y el Logos divino. Por lo tanto, según los Nestorianos la creencia era que María no era la madre de Dios, sino sólo la madre de Jesús humano. El Concilio de Calcedonia, que representa la corriente principal del Cristianismo, en el 451 confirmó la doble naturaleza de Cristo en una sola persona; María, por tanto, era la madre de una sola persona, místicamente y al mismo tiempo humana y divina. El Miaphysites enseñó que el Logos tomó en una instancia de la humanidad como propia en una sola naturaleza. Ellos fueron los precursores de las actuales iglesias Ortodoxas sirias y armenias.
Por el siglo XIII, los descansos que se había desarrollado entre el cristianismo oriental o griego y el cristianismo Occidental o de la cristiandad latina o romana. En los siglos siguientes, sin embargo, especialmente durante las Cruzadas, algunas de las iglesias Orientales habían profesado la autoridad del papa en Roma y entraron en o reafirmaron la comunión con la Iglesia católica. Hoy en día existe un llamado a las iglesias Orientales Católicas, que conservan un lenguaje distintivo, derecho canónico y de la liturgia.

### Iglesia griega Ortodoxa de Antioquía ('Ortodoxa')

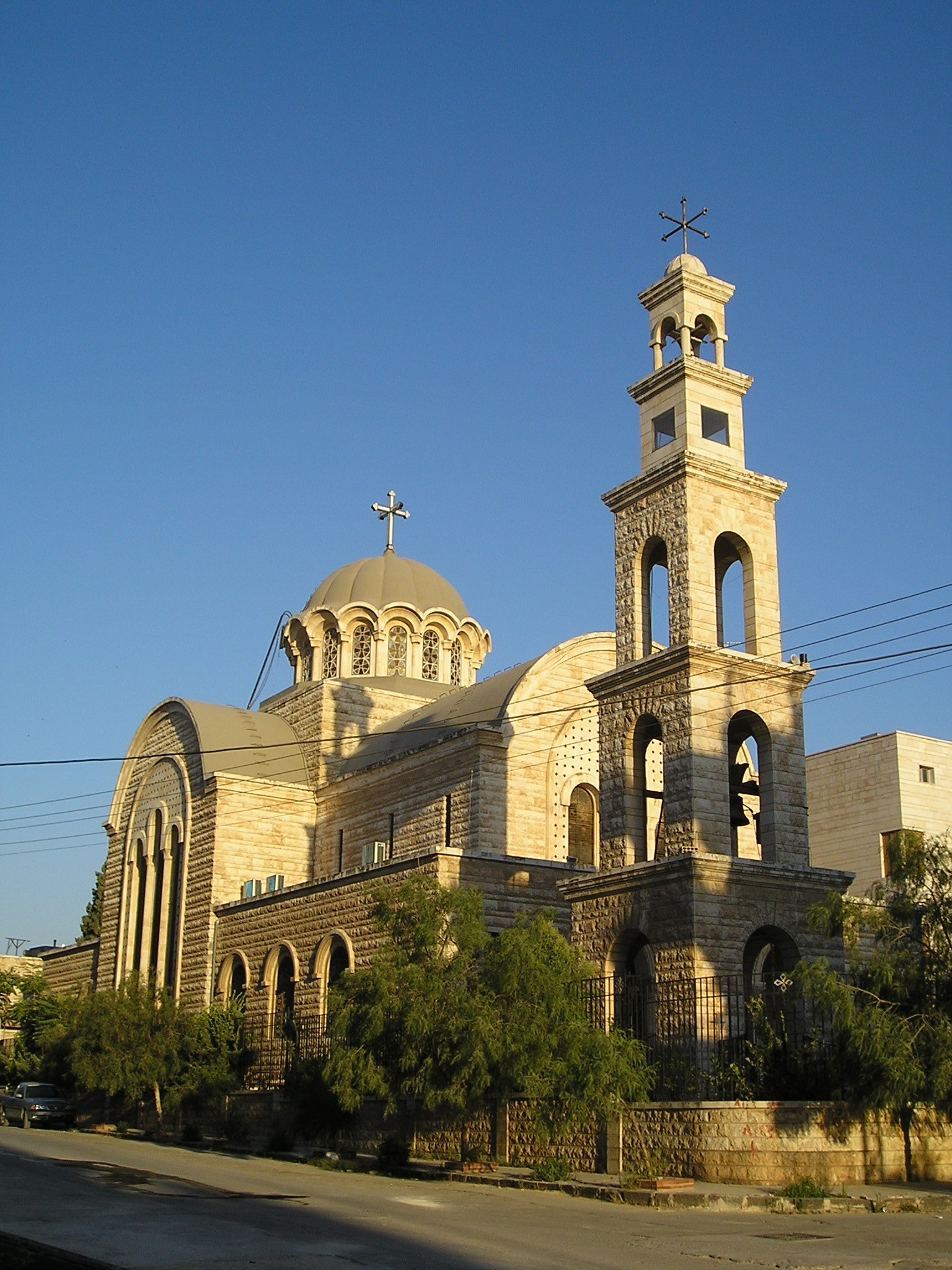
Iglesia Ortodoxa de Antioquía Presentación de María en Hama, Siria.

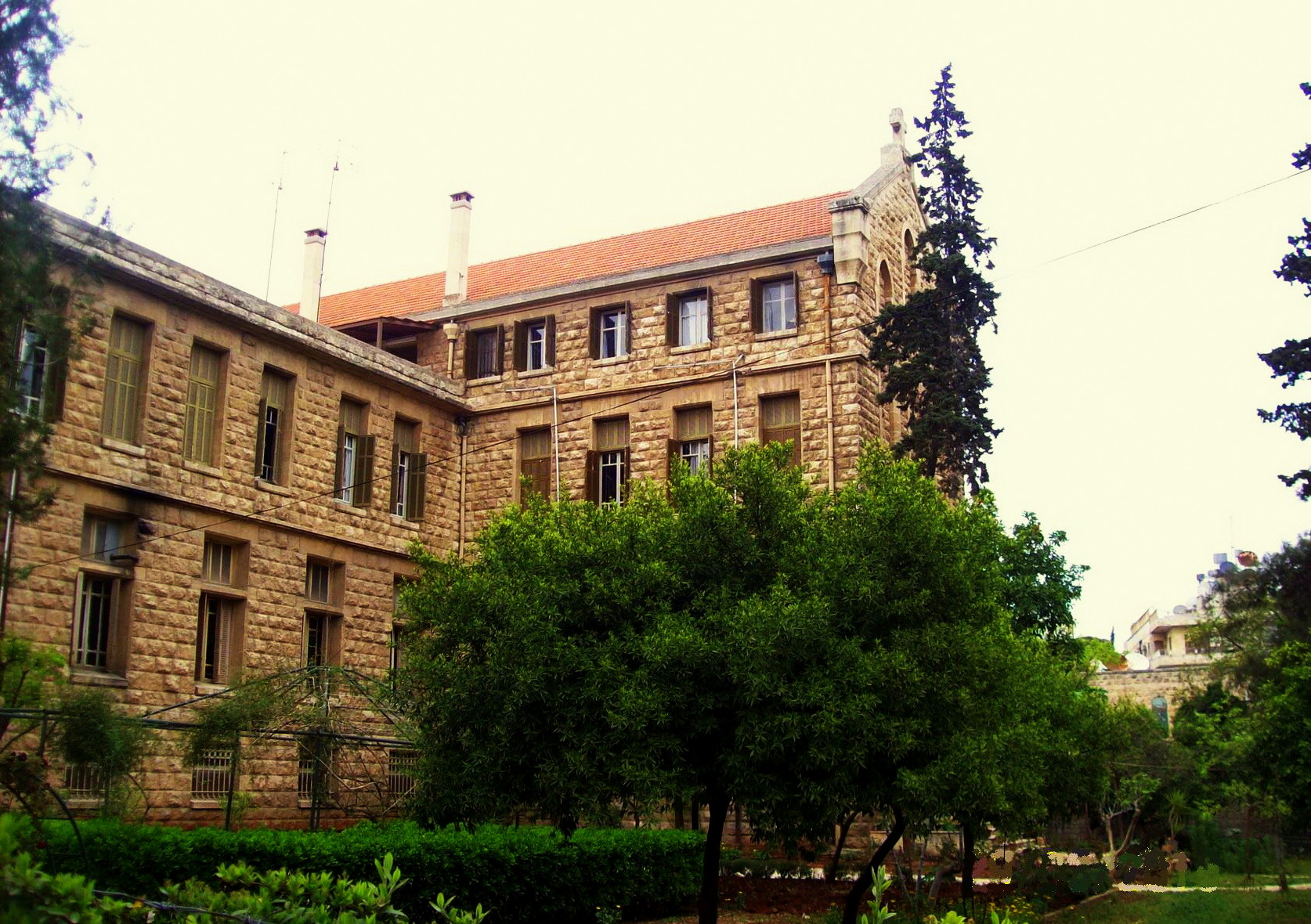
El monasterio de los Misioneros Franciscanos de María en Aleppo.

La mayor confesión cristiana en Siria es la Iglesia griega Ortodoxa de Antioquía (formalmente llamada el Patriarcado Ortodoxo de Antioquía y Todo el Oriente), anteriormente conocida como la Iglesia Melquita después de las divisiones en los siglos V y VI, en que su clero se mantuvo leal al Emperador Romano Oriental ('Melek'), de Constantinopla.
Los partidarios de esa confesión generalmente se llaman a sí mismos 'al-Rûm', que significa 'Romano de Oriente' o 'Greco-asiático' en turco y árabe. En ese contexto, el término Rûm se utiliza con preferencia a Yāvāni o Ionani, que significa ‘greco-europeo’ o ‘joniano’ en hebreo bíblico y árabe clásico. La denominación «griego» se refiere a la liturgia griega koiné utilizada en sus oraciones tradicionales y ritos sacerdotales.
Los miembros de la comunidad, a veces también se llaman a sí mismos Melquitas, que literalmente significa 'monárquicos' o 'partidarios del emperador' en las lenguas Semíticas, en referencia a su pasado de lealtad al Romano macedonio, y el Imperio Bizantino, pero, en la era moderna, el término tiende a ser el más comúnmente utilizado por los seguidores de la Iglesia Católica Melquita locl.
Los miembros de la Iglesia griega Ortodoxa de Antioquía y su iglesia hermana Greco-Siriaca de la Iglesia Católica Melquita también están presentes en el Líbano y la Provincia de Hatay del Sur de Turquía- fronteriza con el Norte de Siria, y han sido bien representados dentro de la diáspora siria de Brasil, Argentina, México, Estados Unidos, Canadá y Australia.

### Iglesia Siro-Ortodoxa

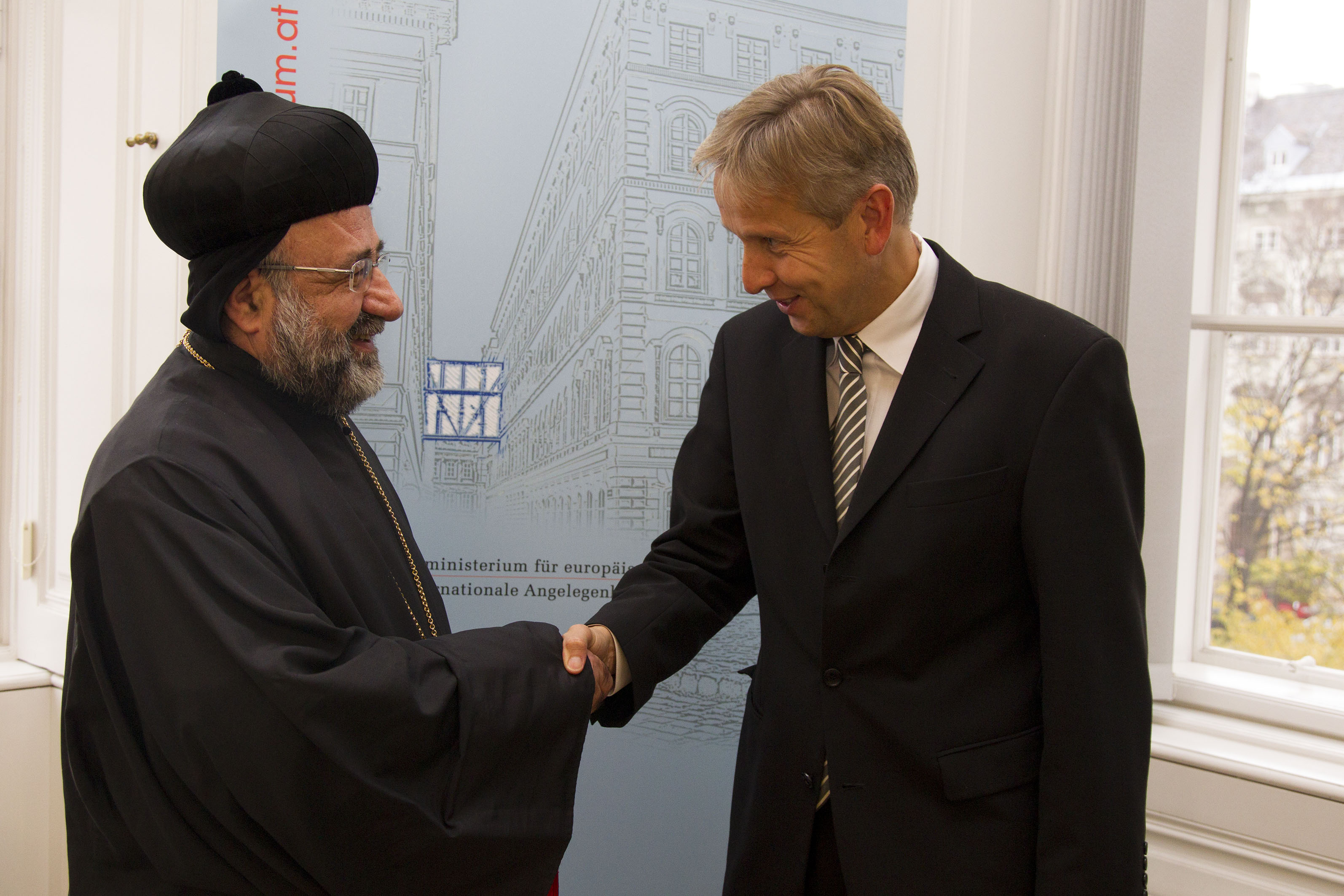
El arzobispo de Aleppo «Mor Gregorios Yohanna Ibrahim» (izquierda) de la iglesia ortodoxa siriaca, con el político austriaco Reinhold Lopatka en 2012.

La Iglesia Ortodoxa Siríaca, o Jacobina, es la más grande del grupo de las Iglesias Ortodoxas en Siria.
Esta Iglesia, cuya liturgia se encuentra en idioma siríaco, fue separada de la iglesia favorecida por el Imperio Bizantino (la iglesia cristiana de Oriente), a través de la controversia de Calcedonia.

### Iglesia Apostólica Armenia
La Iglesia apostólica armenia es la segundo más grande del grupo de las iglesias ortodoxas en Siria. Utiliza el armenio en la liturgia y su doctrina es miafisita (no monofisita, que es un término equivocado o mal utilizado por los calcedonios católicos y los calcedonios ortodoxos).

### Iglesias protestantes
En Siria, también hay una minoría de protestantes. El protestantismo fue introducido por misioneros europeos y un pequeño número de Sirios que son miembros de confesiones protestantes. Gustav-Adolf-Werk (GAW) como regente de la diáspora de la Iglesia Evangélica en Alemania apoya activamente a los cristianos protestantes perseguidos en Siria con proyectos de ayuda.

### Iglesias Orientales Católicas
De las Iglesias Católicas Orientales la más antigua es la Maronita, con vínculos con Roma, que data por lo menos desde el siglo XII. Su estado antes de entonces no está claro. La liturgia es en Siríaco.
El Patriarcado de Antioquía nunca reconoció las mutuas excomuniones de Roma y de Constantinopla del año 1054, por lo que se mantenía canónicamente todavía en unión con ambos. Después de una disputa patriarcal de las elecciones en 1724, se dividió en dos grupos, uno en la unión con Roma y el otro con Constantinopla. Hoy en día el término «Melquita» está en uso en su mayoría entre la Católica griega de Siria y el Líbano. Al igual que su hermana la Iglesia ortodoxa Griega de Antioquía ('ortodoxa'), en la Iglesia católica Greco-Melquita se utiliza el griego y el árabe en su liturgia tradicional.

#### Los papas de la Iglesia Católica
Siete papas de Siria ascendieron al trono pontificio,
muchos de ellos vivían en Italia, el papa Gregorio III fue el último papa que había nacido fuera de Europa hasta la elección del papa Francisco en el año 2013.
| Orden número | Pontificado                                         | Retrato | Name English · Regnal                          | Nombre propio | Lugar de nacimiento              | Notas                                                                                |
| ------------ | --------------------------------------------------- | ------- | ---------------------------------------------- | ------------- | -------------------------------- | ------------------------------------------------------------------------------------ |
| 1            | 33 – 64/67                                          |         | San Pedro Papa PETRUS                          | Simon Peter   | Bethsaida, Galilea, Roman Empire | San Pedro era originario de la aldea de Bethsaida, Gaulanitis, Siria, Imperio Romano |
| 11           | 155 a 166                                           |         | San Aniceto PapaANICETUS                       | Anicitus      | Emesa, Siria                     |                                                                                      |
| 82           | 12 de julio, 685 2 de agosto, 686 (1 año+)          |         | Juan V Papa IOANNES Quintus                    |               | Antioquía, Siria                 |                                                                                      |
| 84           | 15 de diciembre, 687 8 de septiembre, 701 (3 años+) |         | San Sergio I Papa Sergius                      |               | Sicilia, Italia                  | Sergius nació en Sicilia, pero era de padres sirios                                  |
| 87           | 15 de enero, 708 4 de febrero, 708 (21 días)        |         | Sisinio Papa SISINNIUS                         |               | Siria                            |                                                                                      |
| 88           | 25 de marzo, 708 9 de abril, 715 (7 años+)          |         | Constantino Papa COSTANTINUS sive CONSTANTINUS |               | Siria                            | Último en realizar una visita papal a Grecia, hasta Juan Pablo II en 2001            |
| 90           | 18 de marzo, 731 28 de noviembre, 741 (10 años)     |         | St Gregorio III Papa GREGORIUS Tertius         |               | Siria                            | Tercer papa en llevar el mismo nombre que su antecesor inmediato.                    |

## Estado de los Cristianos en Siria durante el Imperio Omeya
Damasco fue una de las primeras regiones del mundo que recibió el Cristianismo durante el ministerio de San Pedro. Hay más Cristianos en Damasco que en cualquier otra parte en Siria. Con la expansión militar del Imperio islámico Omeya en Siria y Anatolia, los no-Musulmanes que conservaron sus religiones natales estaban obligados a pagar un impuesto alto, no se les permitían poseer tierra, y fueron sometidos a humillaciones que resultó en la presión para convertirse al Islam.
Damasco todavía tiene una proporción considerable de Cristianos, con algunas iglesias en toda la ciudad, pero especialmente en el distrito de Bab Touma (La Puerta de Tomás en Arameo y árabe). Las Misaas se celebran cada domingo y Servicios civiles se dan los domingos por la mañana con asistencia libre a la iglesia, aunque el domingo es un día de trabajo en Siria. Las escuelas en los distritos dominados por los Cristianos tienen el sábado y el domingo como fin de semana, mientras que el oficial fin de semana de Siria cae en viernes y sábado.

### Integración

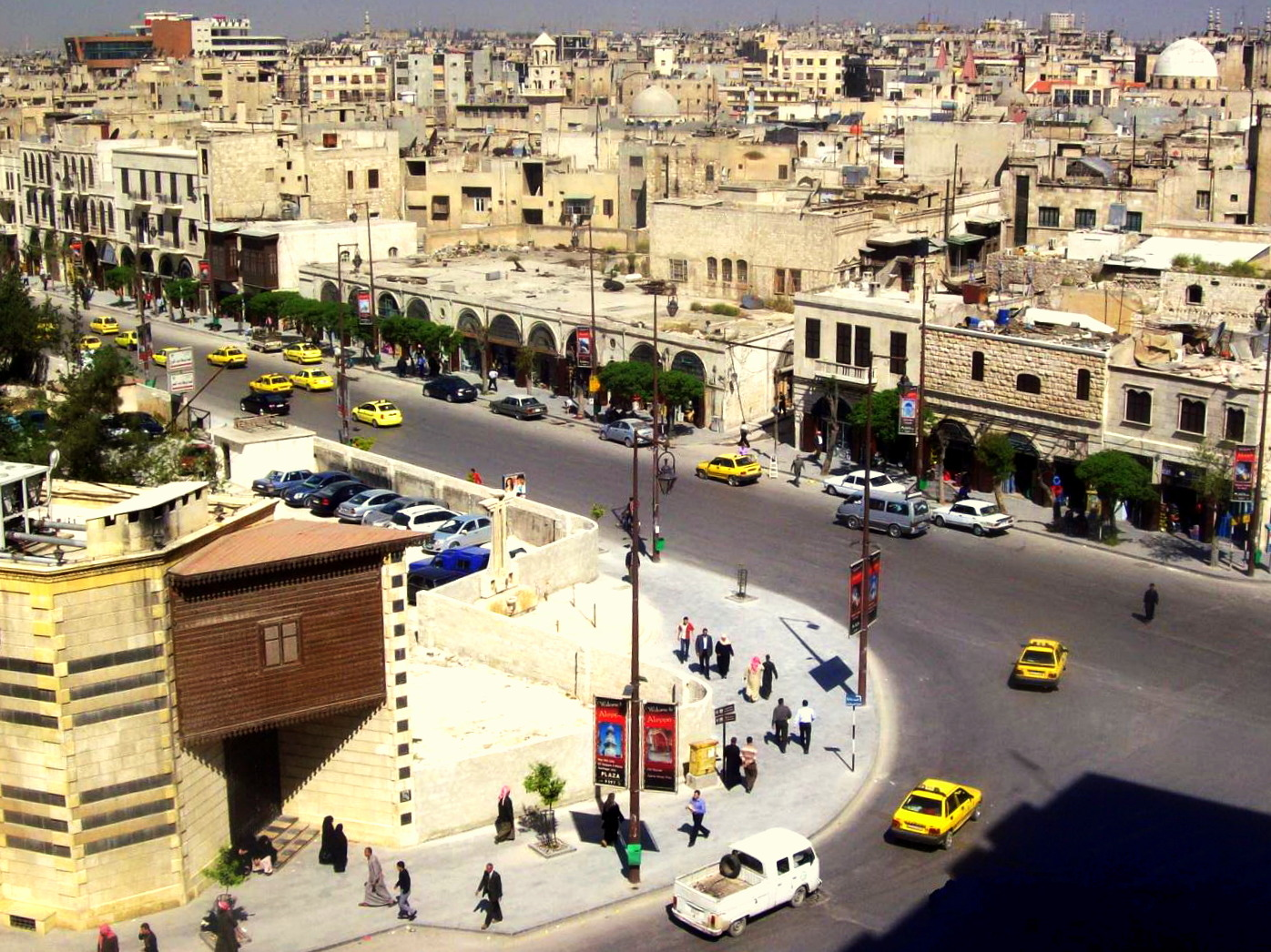
La antigua cuadra cristiana de Jdeydeh, Aleppo

Los cristianos (así como los pocos Judíos) que quedan en el país participan en todos los aspectos de la vida en Siria. Siguiendo las tradiciones de san Pablo, quien ejerció su predicación y ministerio en el mercado, los Cristianos sirios son los participantes en los ámbitos de economía, académicos, científicos, de ingeniería, de artes y vida intelectual, entretenimiento, y en la política de Siria. Muchos Sirios Cristianos son gerentes y directores del sector público y del sector privado, mientras que algunos son administradores locales, miembros del Parlamento, y los ministros en el gobierno. Un número de Cristianos siris son también oficiales en las fuerzas armadas de Siria. Ellos han preferido mezclarse con los Musulmanes, en vez de formar a unidades y brigadas compuestas solamente por Cristianos, y luchar junto a sus compatriotas Musulmanes contra las fuerzas Israelíes en los distintos conflictos árabe–israelíes del siglo XX. Además de su trabajo diario, los Cristianos sirios también participan en actividades de voluntariado en las zonas menos desarrolladas de Siria. Como resultado, los Cristianos de Siria son generalmente vistos por otros Sirios como una comunidad muy activa e importante. En septiembre de 2017, el diputado Hammoudé Sabbagh, cristiano y  miembro del Partido Baas, es elegido presidente del Parlamento con 193 voces sobre 252.

### Separación
Los Cristianos sirios son más urbanizados que los Musulmanes; muchos de ellos viven en o alrededor de Alepo, Hamah o Latakia. En el siglo XVIII, los Cristianos eran relativamente más ricos que los Musulmanes en Alepo. Los Cristianos sirios tienen sus propios tribunales que se ocupan de casos civiles como el matrimonio, el divorcio y la herencia basada en las enseñanzas de la Biblia. Por acuerdo con otras comunidades, las iglesias Cristianas de Siria no hacen proselitismo religioso. Destacados Cristianos de Siria incluyen el cronista Pablo de Alepo, el jugador de ajedrez Philip Stamma, el actor Sirio Bassem Yakhour y el músico de la república de armenia George Tutunjian.
La Constitución de Siria indica que el Presidente de Siria tiene que ser un Musulmán; esto fue como resultado de una demanda popular en el momento en que se redactó la constitución. Sin embargo, Siria no profesa una religión de estado.

## Ciudades/áreas Cristianas

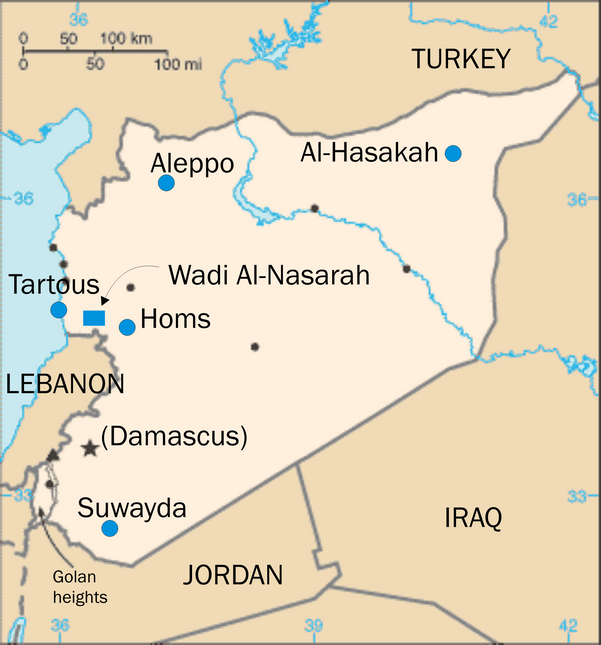
Poblaciones significativas Cristianas.

Los cristianos se extendieron por toda Siria y representan una población considerable en algunas ciudades/áreas; siendo las más importantes:
- Alepo: tiene la mayor población Cristiana de diversas confesiones (en su mayoría de origen Armenio y Asirio/Siríaco. También miembros de la Iglesia Ortodoxa de Antioquía y la Iglesia Católica Melquita)
- Damasco: contiene una proporción considerable de comunidades Cristianas de todas las confesiones Cristianas representadas en el país.
- Homs: tiene la segunda mayor población Cristiana (en su mayoría miembros de la Iglesia Ortodoxa de Antioquía)
- Wadi Al-Nasarah o Valle de los Cristianos, tiene una considerable población Cristiana en el área (en su mayoría miembros de la Iglesia Ortodoxa de Antioquía)
- Maalula: tiene una considerable población Cristiana (en su mayoría miembros de la Iglesia Ortodoxa de Antioquía y Iglesia Católica Melquita)
- Sednaya: tiene una considerable población Cristiana (en su mayoría miembros de la Iglesia Ortodoxa de Antioquía)
- Al-Suqaylabiyah: tiene una población predominantemente Cristiana (en su mayoría miembros de la Iglesia Ortodoxa de Antioquía)
- Mhardeh: tiene una población predominantemente Cristiana
- Tartus: tiene una considerable población Cristiana (en su mayoría miembros de la Iglesia Ortodoxa de Antioquía)
- Latakia: tiene una considerable población Cristiana (en su mayoría miembros de la Iglesia Ortodoxa de Antioquía)
- Suwayda: tiene una considerable población Cristiana (en su mayoría miembros de la Iglesia Ortodoxa de Antioquía)
- Al-Hasakah: tiene una gran población Asiria/Siríaca.
- Qamishili: tiene una gran población Asiria/Siríaca.
- Río Khabur: 35 aldeas que tienen una gran población Asiria/Siríaca.